# Clause de la nation la plus favorisée
La clause de la nation la plus favorisée est une clause fréquente des traités de commerce international « par laquelle chaque État signataire s'engage à accorder à l'autre tout avantage qu'il accorderait à un État tiers ». Le plus souvent, une nation A offrant la clause de la nation la plus favorisée à la nation B s'engage, sur la gamme de marchandises concernées par le traité, à ne pas imposer de droits de douane plus élevés sur les exportations de B qu'elle n'en impose à la nation la plus favorisée. Elle garantit ainsi à B qu'aucune de ses marchandises exportées ne sera défavorisée par rapport aux exportations d'une autre nation par un droit de douane plus élevé.
Dans les accords de l’Organisation mondiale du commerce (OMC), la clause de la nation la plus favorisée (dite « clause NPF ») stipule que tout avantage commercial accordé par un pays à un autre doit être immédiatement accordé à la totalité des membres de l'OMC. Autrement dit, ce qui est accordé à l'un est accordé à tous sans discrimination. Il existe toutefois des dérogations à l'automaticité de cette clause.

## Principe
L'application du traitement de la nation la plus favorisée (ou NPF - art. 2) n'est pas, comme son nom pourrait l'indiquer, une indication de régime privilégié : au contraire, il impose une notion d'équité de traitement entre les parties. Cette clause vise essentiellement les barrières douanières et la liberté d'investissement.
En substance, il s'agit d'un accord entre deux (ou plusieurs) nations selon lequel les parties s'engagent à accorder à leur partenaire les mêmes avantages commerciaux accordés à une tierce partie. Aucun partenaire ne peut donc être traité plus mal qu'un autre (il peut cependant être mieux traité par rapport à des tiers non signataires d'un tel accord). Ce traitement de faveur n'est donc pas un traitement de réciprocité, puisque l'extension d'un privilège particulier ne se fait pas seulement avec un autre pays qui retourne le même avantage, mais avec tous les signataires d'un accord de traitement de la nation la plus favorisée.
À titre d'exemple, si un pays A impose 100 % de droits de douane et un pays B ne demande que 10 %, et que ces deux pays signent un accord, les deux parties peuvent en théorie garder les mêmes taux l'un envers l'autre (il est quand même plus probable que leurs taux respectifs soient beaucoup plus proches). Mais si A décide d'accorder à C un tarif préférentiel de 90 % de taxes sur les produits ou services en provenance de celui-ci, il devra alors automatiquement accorder le même taux à B (sans que celui-ci change quoi que ce soit à ses propres conditions).

## Historique
Cette  clause est ancienne. On trouve un exemple dans le traité de 1290 conclu entre le Royaume d'Aragon et le Sultanat mamelouk d'Égypte. On la trouve dans un traité de 1231 entre la république de Venise et le sultan hafside de Tunis, Abû Zakariyâ Yahyâ[réf. nécessaire]. 
Aux premiers jours du commerce international, la plupart de ces accords étaient conclus de manière bilatérale entre deux nations. Vers la fin du XIXe et le début du XXe siècle, cela devint beaucoup moins vrai : les nations occidentales imposèrent de force et de manière unilatérale cette clause de la nation la plus favorisée aux pays asiatiques (notamment la Chine après la Seconde guerre de l'opium). Si les pays asiatiques devaient accorder les mêmes avantages commerciaux à toutes nations occidentales, celles-ci n'étaient pas tenues de le faire en retour.
Après la Seconde Guerre mondiale, les échanges internationaux et les négociations multilatérales reprirent, et furent rapidement négociés dès 1947 dans le cadre du GATT. Celui-ci comporte une référence à la clause de la nation la plus favorisée dès son article premier : c'est ce même principe qui est repris par l'AGCS.
Au début des années 1960, la CNUCED tenta de proposer l'extension de cette clause à nouveau de manière unilatérale, mais cette fois en favorisant l'accès des marchés du Nord au pays du Sud. Cette tentative échoua, essentiellement parce que le « Sud » était un ensemble disparate de pays aux intérêts et priorités divergents, et donc sans cohésion.
Son principe est automatiquement prévu entre les pays de l'Organisation mondiale du commerce (OMC), exceptions faites des accords de commerce préférentiels des pays en développement, des zones de libre-échange et des unions douanières (article 1er du statut).

## Mise en œuvre dans le cadre des accords du GATT
Les clauses de nation la plus favorisée s'opposent au protectionnisme et favorisent l'émergence du libre-échange. Toutefois, dans la mesure où ces clauses demandent de grands moyens d'analyse et de négociation, et que ces négociations s'appliquent par familles de produits, puis plus tard, de services, les pays les moins avancés ont dénoncé un biais d'asymétrie : les produits pour lesquels ils sont supposés avoir un avantage comparatif, mais présentant peu de gains possibles pour les pays les plus avancés, ont ainsi longtemps été exclus des accords. C'est le cas du textile et des produits agricoles. Une autre critique a été faite par l'UE dans le cadre de la guerre de la banane : pendant de nombreuses années, l'Europe a refusé d'appliquer une telle clause, considérant qu'elle revenait à favoriser les trois multinationales américaines existantes, au détriment de l'agriculture des Antilles, et des intérêts des importateurs européens. La difficulté à inverser ces biais a conduit à l'échec du cycle de Doha.

### Exceptions
Avec la clause du système généralisé de préférences, les parties contractantes reconnaissent que cette règle peut être assouplie pour certains pays en voie de développement. Des exemptions à durée limitée peuvent donc être négociées, afin que les pays les plus en difficulté puissent être relativement sélectifs dans le choix des avantages accordés.
Une autre exemption (art. 2.3) concerne la mise en place de structure d'intégration régionale, telles que l'Union européenne, qui ont déjà aboli ou très fortement diminué leurs barrières intérieures, tout en maintenant des restrictions à l'importation vis-à-vis des pays non membres de ces unions régionales. La clause de la nation la plus favorisée ne s'applique donc pas à ce type d'accords, et les mesures internes à l'UE (dans son cas) ne s'appliquent donc qu'à ses États membres.

#### Critiques
Deux critiques essentielles à cette clause cependant :
- Une telle approche est censée promouvoir le libre-échange, mais le libre-échange bénéficie surtout aux nations économiquement fortes[4]. C'est pour cela que des provisions et exemptions pour les économies en développement ou en transition sont prévues dans l'Accord.
- L'application du traitement de la nation la plus favorisée, et donc l'abaissement progressif des barrières douanières, peut aisément être compensée par une exigence délibérément restrictive en matière de barrières non tarifaires (exigences techniques, d'hygiène, de formation, etc.)[4]. C'est pour cela que l'OMC essaie en parallèle de favoriser des accords de reconnaissance mutuelle et l'agrément de standards internationaux.

Un autre point, relatif à la terminologie même du terme, est apparu aux États-Unis où était critiqué le fait que des régimes totalitaires pouvaient quand même profiter de la clause de « nation la plus favorisée ». La terminologie américaine parle depuis le début du siècle de « relations commerciales normales » - également parce que, de fait, il n'existe plus qu'une extrême minorité de pays (Cuba, la Corée du Nord, etc.) qui ne bénéficient pas de ce traitement de la part du gouvernement américain.